# محوطه جعفرآباد ۱
محوطه جعفرآباد ۱ مربوط به دوره اشکانی - دوره اسلامی است و در شهرستان ایلام، بخش مرکزی، دهستان میش خاص، روستای جعفرآباد واقع شده و این اثر در تاریخ ۳۰ دی ۱۳۸۵ با شمارهٔ ثبت ۱۶۹۰۶ به‌عنوان یکی از آثار ملی ایران به ثبت رسیده است.